# 哈茨氏鸚竺鯛
哈茨氏鸚竺鯛（學名：Ostorhinchus hartzfeldii）'，又稱哈茨天竺鯛，為輻鰭魚綱鈎頭魚目天竺鯛科鸚天竺鯛屬的一個種。

## 分布
本魚分布於西太平洋區，包括菲律賓、印尼、澳洲、越南、帛琉、巴布亞紐幾內亞等海域。

## 深度
水深26-28公尺。

## 特徵
本魚體延長而側扁，眼大，口大略下位。稚魚體呈褐色並具有黑色斑紋與細白色縱紋。成魚體呈鐵鏽色，鱗片具黑色的斑紋,背部有一明顯的白色細縱紋，尾柄具有一黑色圓斑，尾鰭截形。背鰭硬棘7-8枚;背鰭軟條9枚;臀鰭硬棘2枚;臀鰭軟條8枚，體長可達10公分。

## 生態
本魚棲息於近海，成群在礁石平台或潟湖裡的珊瑚叢活動。繁殖期時，雄魚具有口孵習性，卵約7日化成仔魚，由雄魚吐出，具短暫的仔魚飄浮期。

## 經濟利用
可食用，另可做為觀賞性魚類。